# Francisca Serra Llabrés
Sor Francisca Serra Llabrés   (Establiments, 1921 - Establiments, 20 de febrer de 2015) és una religiosa mallorquina. Pertany a la congregació de les Filles de la Caritat de Sant Vicenç de Paül, i va arribar a mitjans dels anys 50 a Formentera, on la congregació s'havia establert el 1939, una vegada acabada la guerra civil espanyola. La falta de mitjans i de recursos humans, així com les múltiples necessitats que patia la població formenterera, varen motivar que sor Francisca, acompanyada de la resta de les germanes, emprengués una sèrie d'activitats per millorar aquesta situació tan precària.
En primer lloc, va donar cobertura a les mancances assistencials de caràcter sanitari, amb una encomiable tasca d'infermeria i amb la prestació d'ajuda a parts, per suplir la inexistència de metge a l'illa. En segon lloc, varen posar en marxa a l'escola de la Caritat un programa educatiu destinat a la formació d'infants i de joves menors de catorze anys. Així mateix, va iniciar un taller de brodat perquè les noies poguessin tenir un ofici amb què guanyar-se la vida.
També va crear un grup de teatre per millorar l'aprenentatge i per augmentar les possibilitats de comunicació entre les nenes de l'illa. Des del 1980 aquesta iniciativa es va consolidar amb la constitució del grup de teatre S'Esglai. A més, seguint la mateixa línia va fundar el cor parroquial, avui conegut com a Capel·la Antiga. El 2004 va rebre el Premi Ramon Llull.